# Stelis ricardonis
Stelis ricardonis är en biart som först beskrevs av Cockerell 1912.  Stelis ricardonis ingår i släktet pansarbin, och familjen buksamlarbin. Inga underarter finns listade i Catalogue of Life.